# Плодовые культуры
Плодо́вые культу́ры — группа культурных растений, возделываемых в основном для получения фруктов, ягод и орехов. Возделыванием плодовых культур занимается плодоводство — отрасль растениеводства.
Плодовые и ягодные растения относят к различным ботаническим семействам, родам и видам. Всего в мире насчитывается около 40 семейств, объединяющих 200 родов и более одной тысячи видов плодовых растений.
В практическом плодоводстве ботанический род (например, яблоня, груша, лещина) или даже отдельный вид или группу близких между собой видов (например, смородина чёрная, малина, вишня, черешня) называют также плодовой породой, или плодовой культурой. Порода объединяет как дикорастущие, так и культурные виды, а также сорта. В России широко возделывают более 20 плодовых культур или плодовых пород.
Все плодовые растения — многолетники, большинство из них листопадные, имеются среди них и вечнозелёные. Они имеют различные долговечность, урожайность, требования к факторам внешней среды и почвенным условиям.

## Проблемы происхождения, истории и географии плодовых растений
Во все времена люди хорошо знали и ценили плоды съедобных растений. Плоды и ягоды дикорастущих деревьев и кустарников человек использовал ещё на заре цивилизации.
Первым исследователем проблем происхождения и географии культурных растений считается швейцарский ботаник и биогеограф Альфонс Декандоль. Проблемам происхождения, истории и географии плодовых растений значительную часть своих исследований посвятил также Николай Иванович Вавилов. Многие его работы являются ценным вкладом в сокровищницу мировых знаний о возделываемых растениях и заняли самое почетное место в анналах истории биологической науки.
Как показали исследования Н. И. Вавилова и других ученых происхождение подавляющего большинства важнейших плодовых растений связано с предгорными и горными территориями Передней Азии, Индостана, Восточной и Юго-Восточной Азии. Из Передней Азии ведут своё происхождение: яблоня, груша, слива, черешня, вишня, миндаль, гранат, мушмула, айва, грецкий орех, абрикос, инжир, шелковица, фисташка и др.
Особенным богатством плодовых растений отличаются: Закавказье, Малая Азия, Северный Иран, Средняя Азия, Северные Гималаи. Один лишь закавказский очаг с прилегающими районами Турции и Ирана включает не менее 80 видов плодовых растений.
В Средней Азии насчитывают также не менее 80 видов различных плодовых. Здесь в дикорастущем состоянии представлены виды, богатые морфологически и географически расчленёнными циклами, давшие начало современным ведущим плодовым культурам отличающимся исключительно разнообразием стародавних местных возделываемых сортов. Здесь богато представлены виды родов: Juglans, Prunus, Pistacia, Crataegus, Berberis. Многочисленны местные сорта граната, инжира, винограда.
Исключительным богатством плодовых отличается Восточная Азия — область флоры гинкго. Здесь находятся многочисленные представители родов: Cerasus, Prunus, Malus, Pyrus, Morus, Juglans, Castanea, Corylus; из субтропических Citrus, Diospyros, своеобразные, малораспространённые в других странах плодовые: личи (Litchi), локва (Eriobotrya), унаби (Ziziphus) и др.
Новому Свету человечество обязано за такие, хотя сравнительно немногочисленные плодовые культуры как ананас, папайа, авокадо, гуайява, сапота, анона, некоторые виды
винограда и др.

## Системы классификации плодовых культур
Классификация по морфологическим особенностям и биологическим формам существования
По морфологическим особенностям надземной части, её размерам и долговечности все плодовые растения
подразделяют на следующие группы (биологические формы):
Древовидные, или древесные. Эту группу составляют плодовые растения имеющие мощный ствол (хлебное дерево, манго, личи, лонган, шеддок, грецкий орех, пекан, черешня и др.), а также деревья меньших размеров с менее выраженным стволом (апельсин, авокадо, гуайява, яблоня, абрикос). Эти растения наиболее долговечные, поздно вступающие в плодоношение.

Многолетние неодревесневающие. В группу входят виды Carica, в том числе культурный вид Carica papaya (папайа, дынное дерево, фрутабомба).

Кустовидные. Имеют несколько стволов или один слабо выраженный (кофе, карамбола, сапота, цитрон, лайм, кустовидные сорта вишни, гранат, лещина, кизил и др.). По сравнению с деревьями отличаются меньшей долговечностью, более быстрым вступлением в период плодоношения.

Кустарниковые. Надземная система — невысокий куст из нескольких равноценных ветвей нулевого порядка. Способны к подземному возобновлению основных стеблевых осей. Скороплодные, менее долговечные (смородина, крыжовник и др.)

Лиановые — многолетние древесные вьющиеся плодовые растения (лимонник, актинидия, виноград, пассифлора, кофе (секция Agocoffea)).

Многолетние травянистые растения. Не имеют одревесневающих надземных осей, поэтому побеги часто стелются по земле (земляника, клюква, морошка, костяника, банан), а также суккулентные: ананас, плодовые кактусы (Opuntia, Cereus, Hylocereus, Lemaireocerus). Имеют мясистые органы (стебли, листья), запасающие воду.

Пальмы. Однодольные многолетние растения с одревесневающим стеблем, как правило неветвящиеся (масличная, кокосовая, финиковая, арековая пальма, сахарная, винная, салакка). На верхушке стебля находится розетка крупных сильно рассечённых листьев.

### Классификация по ботаническому составу и производственно-биологическим показателям
В практическом плодоводстве общепринятой является биолого-производственная классификация плодовых и ягодных культур, основанная на требованиях плодовых пород к условиям произрастания и зональности размещения, пищевой и технологической ценности плодов и продуктов их переработки, морфологическом сходстве плодов между собой и других признаках. Деление плодовых пород на группы, принятые в плодоводстве, часто не совпадают с ботанической классификацией. Выделяют следующие производственно-биологические группы плодовых растений:
Семечковые. Культуры, входящие в подсемейство Яблоневые семейства Розовые: яблоня, груша, айва, рябина, арония, ирга, хеномелес и мушмула кавказская.
Косточковые. Растения, входящие в подсемейство Сливовые семейства Розовые: персик, абрикос, вишня, черешня, слива, алыча, тёрн и др.
Ягодные. Плодовые породы всех зон плодоводства из разных ботанических семейств. Объединяющим началом группы являются сочные ягодообразные плоды, обычно не выдерживающего длительного хранения и часто малотранспортабельные: земляника, смородина, крыжовник, малина, ежевика, калина, облепиха, черника, жимолость съедобная, брусника, цейлонская смородина, звёздный крыжовник и др. Среди ягодных растений имеются ценные дикорастущие.
Орехоплодные. Плодовые породы и дикорастущие растения всех зон плодоводства из разных ботанических семейств, формирующие плоды — орехи и сухие костянки, ради которых их выращивают: орех грецкий, миндаль, лещина, фундук, фисташку, каштан, кария, бук, кажу, бразильский орех, макадамия, кедровые сосны, пили, пахира.
Масличные. Плодовые породы тропической и субтропической зон, дающие жирные масла для питания человека: масличная пальма, кокосовая пальма, маслина.
Тонизирующие и пряные. Плодовые культуры и дикорастущие растения разных ботанических семейств всех зон плодоводства, дающие человеку тонизирующие вещества (кофеин, бромелин, ареколин и др.), поддерживающие бодрое состояние организма без тяжёлых последствий. Основной формой приема таких веществ являются напитки — чай, кофе, какао и др. К тонизирующим многолетним растениям относятся кофе, какао, кола, чай, гуарана, арековая пальма, лимонник китайский, кокаиновый кустарник, ката и др. К пряным плодовым культурам относятся гвоздичное дерево, мускатное дерево, бадьян и др.
Цитрусовые. Вечнозелёные растения подсемейства Померанцевые, семейства Рутовые. Все возделываемые породы относятся к трём родам: цитрус, фортунелла, понцирус. В группу входят следующие растения: апельсин, мандарин, лимон, лайм, грейпфрут, шеддок, цитрон, трифолиата, цитранж, кинкан и др.
Разноплодные субтропической и умеренной зон. Плодовые культуры листопадные и вечнозелёные из разных ботанических семейств: хурма, гранат, инжир, унаби, эриоботрия, кизил, фейхоа, лох, рожковое дерево, шелковица, земляничное дерево, лавровишня, говения.
Тропические разноплодные. Вечнозелёные плодовые культуры, в основном сочноплодные, из разных ботанических семейств: банан, ананас, манго, авокадо, папайа, гуайява, хлебное дерево, мангустан, рамбутан, пуласан, дуриан, личи, лонган, аннона, сапота, пассифлора, карамбола, билимби, блихия, тамаринд, томатное дерево, опунция и другие плодовые кактусы, мальпигия, финиковая пальма, сахарная пальма, винная пальма, салакка.
Виноградовые. Растения относящиеся к семейству Виноградовые, среди которых наибольшее распространение и практическое применение получил род Vitis, включающий около 70 видов. Возделывают для получения вина, столового винограда и на сушку в умеренной, субтропической и тропической зонах.
Кроме вышеуказанных классификаций в литературе по плодоводству встречается деление плодовых растений в зависимости от строения плодов и семян на две основные группы: растения с сочными и сухими плодами (орехи) (или — сочно- и твёрдоплодные). Кроме того, их также делят на промышленные культуры, перспективные культуры и дикорастущие плодовые породы.

## Биологическая ценность плодов
Плодами плодовых растений являются фрукты, ягоды и орехи. Фрукты отличаются не только отменными вкусовыми достоинствами, но и содержат немало веществ, полезных организму человека и животных. В них содержатся легко усвояемые углеводы (сахара — глюкоза, фруктоза, сахароза), органические кислоты (яблочная, лимонная, винная), витамины (С и другие), минеральные соли (калия, железа, кальция, фосфора и другие), пектиновые, дубильные, красящие, ароматические и другие полезные для организма вещества. Количество этих веществ зависит от вида плодов и сильно варьируется.

## Мировые сборы плодовых культур
см. Сельское хозяйство